# 瑪麗亞·亞歷山德羅芙娜·烏里揚諾娃

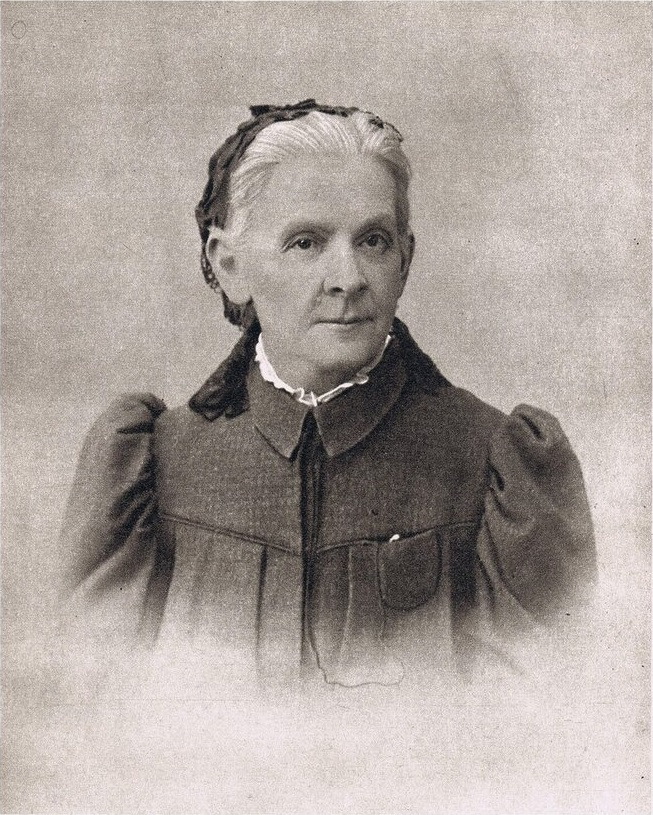

瑪麗亞·亞歷山德羅芙娜·烏里揚諾娃（俄语：Мария Александровна Ульянова；1835年3月6日—1916年7月25日），婚前姓布兰克。布尔什维克革命领袖和苏联创始人弗拉基米尔·列宁（原名弗拉基米尔·伊里奇·乌里扬诺夫）的母亲，瑪麗亞·亞歷山德羅夫娜·烏里揚諾娃可能是皈依东正教的犹太人，也可能是來到俄羅斯帝國定居的德国人后裔。瑪麗亞·亞歷山德羅夫娜·烏里揚諾娃生于圣彼得堡，丈夫为伊利亚·尼古拉耶维奇·乌里扬诺夫，子女包括安娜·叶利扎罗娃、亚历山大·乌里扬诺夫、弗拉基米尔·乌里扬诺夫（即列宁）、奥莉加·乌里扬诺娃、德米特里·烏里揚諾夫、瑪麗亞·伊里尼奇娜·烏里揚諾娃。